# 中野能成
中野 能成（なかの よしなり、生没年未詳（建長4年（1252年） - 同6年（1254年）の間に死亡）は、鎌倉時代前期の信濃国の武将。通称は右馬允、五郎。鎌倉幕府御家人。二代将軍源頼家の近習。本姓は藤原氏。父は藤原助弘であるが娘婿あるいは養子という説もある。

## 生涯
『吾妻鏡』によれば、文治5年（1189年）の奥州合戦に従い、建久元年（1190年）11月の源頼朝上洛や、同6年（1195年）3月の東大寺再建供養の際の随兵として名が見える。
頼朝の死後は、その跡を継いだ頼家の近習となり、正治元年（1199年）4月、頼家が十三人の合議制に反発して選んだ5人の側近にも選ばれ、正月の的始儀の射手や、頼家の飼う猟犬の飼育係等を務める。建仁元年（1201年）9月に北条泰時が蹴鞠に耽る頼家を諫めた際には取次役を務めている。建仁2年（1202年）9月には、頼家が側近を伴い、伊豆国・駿河国の狩倉で行った狩猟に随伴している。
建仁3年（1203年）9月2日に起こった頼家の外戚比企氏と北条氏の対立である比企能員の変では、能成は4日に比企氏方として拘禁され、19日に所領を没収されたのち、11月7日に遠流が決定された事になっている。一方、『市河家文書』に残された二通の古文書によれば、能成が拘禁されたとされる日と同日の日付で北条時政の署名により「比企能員の非法のため、所領を奪われたそうだが、とくに特別待遇を与える」と書かれており、時政によって本領を安堵され、また本領の信濃国志久見郷（栄村志久見）を免税地とされ、将軍が藤原頼経に代替わりした後も幕府に仕えている。この事から能成は北条氏と裏で通じており、頼家近辺の情報を流す間諜をしていたとみられ、この当時の文書と『吾妻鏡』との相違は、北条氏得宗家の立場である『吾妻鏡』編纂者による作為を象徴するエピソードとなっている。
なお、関連は不明だが、時政が比企能員を謀殺するために邸内で待ち伏せを行った際に、同族とみられる「中野四郎」が時政に召し出されている。建仁4年（1204年）2月21日には、中野四郎が能成の屋敷地や名田などを侵害していたため、幕府によって本領が安堵されている。建保7年（1219年）1月27日には、同族と見られる中野助能が、源実朝を暗殺した公暁の後見人である勝円阿闍梨を捕らえて、北条義時邸へ連行している（『吾妻鏡』）。能成の嫡子中野忠能は市河氏と姻戚関係を結び、分割相続の結果、中野氏の所領の多くが市河氏に相伝されることとなった（『市河家文書』）。

## 関連作品
テレビドラマ
- 『草燃える』（1979年、NHK大河ドラマ、演：冷泉公裕）
- 『鎌倉殿の13人』（2022年、NHK大河ドラマ、演：歩夢）